# Mulgrave
Mulgrave es un suburbio en Melbourne, Victoria, Australia. A 21 km al sur-este del distrito empresarial central en Melbourne. Su área de gobierno local es la Ciudad de Monash. En el  Censo de 2016, Mulgrave tenía una población de 19.368 habitantes.
El suburbio lleva el nombre del Castillo Mulgrave en el Condado de York. George Phipps, el Conde de Mulgrave en el Peerage de Gran Bretaña fue Gobernador de Victoria entre 1879 y 1884.
Además, el suburbio dio su nombre a la Autopista Mulgrave, la cual fue luego renombrada como Autopista Monash.

## Historia

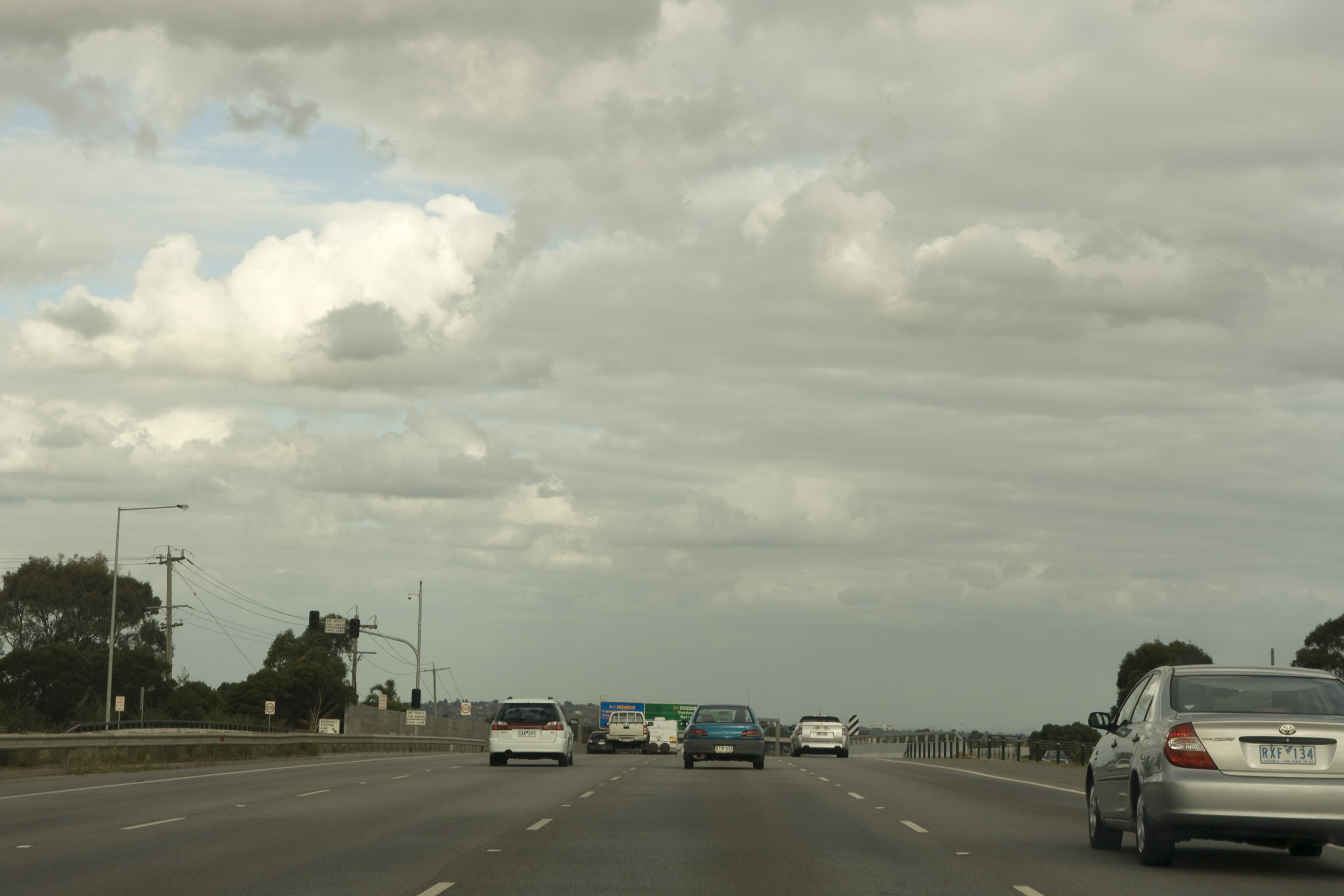
Mulgrave VIC 3170, Australia - panoramio

La Parroquia Mulgrave (como era conocida por entonces), fue establecida por en 1839 por Thomas Napier, un constructor escocés que llegó a la Colonia de Victoria a mediados de 1830. Napier se estableció cerca de la ribera del Arroyo Dandenong  y construyó su hogar en el Parque Bushy Park Wetlands (ahora Jells Park). Ninguna de las construcciones originales subsisten, aunque algunas fueron demolidas a finales del siglo XX. Los restos de algunas construcciones fueron descubiertas durante la construcción del EastLink Tollway, por lo que tuvo que interrumpirse la construcción mientras duró la investigación arqueológica.

### De Parroquia a condado
El 19 de enero de 1857, la Parroquia vecina de Oakleigh se anexo oficialmente y se constituyo como Road District de Mulgrave y Oakleigh. Una Oficina de Correo de Mulgrave abrió el 1 de enero de 1869 pero fue renombrada Wheelers Hill en 1888.
El 1 de diciembre de 1871 más reformas convirtieron a los dos Distritos Road fusionados para formar el Condado de Oakleigh. Durante veinte años, Mulgrave dejó efectivamente de existir hasta 1891, cuando el 13 de marzo, el Condado de Oakleigh fue dividido para formar el Burgo de Oakleigh y el Condado de Mulgrave. En 1904 la Oficina de Correo de Mulgrave volvió a abrir y cerró otra vez en 1956.

### Reducción de tamaño
Durante su historia, Mulgrave ha sido afectada por el cambio de sus fronteras y la reducción en su tamaño total. Sus fronteras se mantuvieron relativamente sin cambios hasta  1949, cuando el terreno fue transferido desde el Condado a Oakleigh. Esto ocurrió nuevamente una década después con la reducción del Condado de Mulgrave a 23 millas cuadradas (60 km²). Como parte de los cambios, las oficinas del para el Condado estuvieron abiertas en lo que hoy es Notting Hill.
A pesar de dichas reducciones, fue en abril  de 1961 cuando el Condado sufrió la reducción más grande de terreno, cuando  fue oficialmente registrado como la Ciudad de Waverley. Habiendo sido una parroquia y un condado, Mulgrave ahora se veía reducida a un suburbio. La tercera  Oficina de Correo de Mulgrave fue abierta en 1967 y cerrada en 1978. Asimismo, una oficina Mulgrave North (más tarde llamado Brandon Park) fue abierta en 1971, y un Mulgrave Este (más tarde llamado  Waverley Gardens) abrió en 1978.

## Actualidad
Mulgrave es uno de los pocos suburbios victorianos divididos en dos áreas distintas, cada una compartiendo un nombre en común  sin sufijarlo con ‘Del este' o ‘Del oeste'. Esto surgió a raíz del renombramiento de algunas partes de Mulgrave a Wheelers Hill, Victoria  a finales de 1990. Tan grande es la distancia que separa las dos partes, que un grupo de residentes locales en la zona Sur-Este intentaron, aunque sin éxito, renombrar la zona Waverley Park, Victoria, en 2004.
Ampliamente reducido en tamaño y presencia, Mulgrave es ahora más conocido por  "Jackson Road", el cual atraviesa la parte este del suburbio. Jackson Road es conocida por muchos Melburnianos debido al cruce de Jackson Road y la Autopista Monash. El cruce de Jackson Road es un punto de VicRoads que funciona como parador para quienes viajan a/desde la ciudad. Jackson Road es un punto de referencia en común para informes de noticias de tránsito por radio cuando se transmiten horarios hacia/hasta la ciudad en viajes por la Autopista Monash. Otros puntos relevantes de interés en Mulgrave son el  Centro comercial de Waverley Gardens, el Hotel Village Green en la esquina sur-oeste de Springvale y Ferntree Gully Roads, el Mercado Sunday Mulgrave Farmers' en la esquina de Jackson y Wellington Roads y la excancha de fútbol Waverley Parque AFL/VFL, ahora un alojamiento.

## Transporte
Los autobuses metropolitanos atraviesan la zona, como así también dos conocidas rutas SmartBus y los servicios por hora originales. La mayoría de estas rutas de autobús son administradas por Grenda's Bus Services, ahora Líneas de Autobús del Ventura.

## Deportes
El suburbio cuenta con varios equipos de  Fútbol Australiano: El Mulgrave Lions, que compite en la Liga de Fútbol Oriental local y el Mazenod Old Collegians FC que compite en la Asociación de Fútbol Amateur victoriana. 
También existe un  Club de Criquet de Mulgrave y un  Club de Criquet Junior de Mulgrave y un Club de Criquet de Mazenod, que compiten en la Eastern Cricket Association.  El  Club de criquet de Mulgrave también compite en las iglesias del sur y en la asociación del distrito. 
El Mulgrave leones y el Mulgrave club de criquet comparte la misma tierra de casa de Mulgrave reservar cuál es de Garnett Carretera. hay también el St Pauls Club de Criquet y el Wellington Club de Tenis en Reserva Del sur en Carretera Policial, así como el Mulgrave club de Criquet de Club de País localizado en Wellington Reserva.
La facultad Mazenod tiene base en Mulgrave y ofrece una variedad de clubes deportivos a través de su Old Collegian  Association, que también está abierta a miembros de la comunidad, así como al alumnado actual y exestudiantes.
Mazenod criquet de ofertas de Club de Criquet para jóvenes, seniors y veteranos. El club ofrece 5 equipos séniors, 6 equipos de joven y un equipo de veteranos. Jugadores en los niveles superiores de ambos seniors y los jóvenes compiten en turf wickets con el resto que compite en sintético.
El Club de Fútbol Mazenod ofrece reglas AFL de fútbol australiano para hombres y mujeres en la competición VAFA . Las Panteras de Mazenod están afiliadas al club  de fútbol australiano y ofrece fútbol AFL para personas con discapacidad intelectual en la  liga AFLVIC FIDA.
El Club de Fútbol Victory de Mazenod ofrece fútbol (de la variedad de juego mundial) a chicas y chicos, así como a mujeres y a hombres.
El club de Voleibol de Mazenod es un club de vóleibol muy exitoso y que funciona fuera de la Facultad de Mazenod y compite en la liga estatal victoriana.

## Educación
- Mazenod Secondary College
- Wellington Secondary College
- Escuela Primaria Albany Rise
- escuela primaria Mulgrave  Establecida en 1879
- Escuela Primaria St John Vianney